# Vladimir Komarov
Vladimir Mikhailovich Komarov, em russo:  Владимир Михайлович Комаров, (Moscovo, 16 de Março de 1927 — Oblast de Oremburgo, 24 de Abril de 1967) foi um cosmonauta soviético. Foi o primeiro soviético a ir ao espaço duas vezes e o primeiro homem a morrer numa missão espacial, a bordo da nave Soyuz 1, em abril de 1967.

## Engenheiro e cosmonauta
Komarov era piloto de testes da Força Aérea, engenheiro aeroespacial e se tornou cosmonauta em 1960, no primeiro grupo de homens selecionados para o programa espacial soviético, junto com Yuri Gagarin e Gherman Titov, os dois primeiros homens em órbita da Terra.
Um dos mais experientes e qualificados candidatos aceitos no primeiro grupo de cosmonautas soviéticos, ele foi a princípio declarado sem condições de saúde para continuar no programa, mas sua perseverança, inteligência e qualificações como engenheiro permitiram-lhe continuar a ter um papel ativo. Ele subiu ao espaço pela primeira vez em 1964, comandando a nave Voskhod 1, em companhia dos cosmonautas Boris Yegorov e Konstantin Feoktistov, no primeiro voo ao espaço de uma nave com mais de um tripulante.

## Tragédia
Em 1967 ele realizou seu segundo voo espacial, desta vez sozinho na nova nave Soyuz 1, um voo repleto de problemas em órbita e que terminou em tragédia na reentrada na atmosfera, quando o paraquedas principal de freio da cápsula não abriu e ela se espatifou e explodiu no solo, matando Komarov.
Existem diversos relatos dramáticos sobre a missão Soyuz 1, desde que Komarov se sacrificou para salvar Gagarin ou de que se sabia de antemão que era uma missão sem volta, mas nada disso tem base histórica e tanto Komarov e Gagarin estavam ansiosos para voarem na Soyuz, que até então só tinha tido voos não tripulados.
Desde sua morte, começaram a aparecer notícias de que a nave Soyuz tinha problemas de concepção e funcionamento desde o início e não estaria em condições de realizar uma missão espacial tripulada, mas apesar das objeções dos engenheiros do programa espacial o voo teria acontecido por pressões de líderes políticos soviéticos, que desejavam uma grande missão espacial em comemoração do aniversário de nascimento de Lênin.

## Honrarias
Em 26 de abril de 1967, ele foi sepultado com honras de Estado em Moscovo e suas cinzas enterradas na Necrópole da Muralha do Kremlin, na Praça Vermelha, ao lado de outros luminares da antiga União Soviética. Um ano depois, um serviço memorial foi realizado no local da queda, perto de Omsk, em que mais de 10 mil pessoas compareceram, algumas delas vindo de centenas de quilômetros de distância para participar da cerimônia.
Vladimir Komarov foi condecorado duas vezes com a Ordem de Lenin e com o título de Herói da União Soviética e sua referência na cultura popular se fez presente em diversos momentos.
Uma cratera da Lua e o asteroide 1836 Komarov, descoberto em 1971, foram batizados em sua homenagem.
Ele foi homenageado na Lua, com seu nome escrito numa placa deixada pelos tripulantes das Apollo 11 e da Apollo 15.

## Galeria

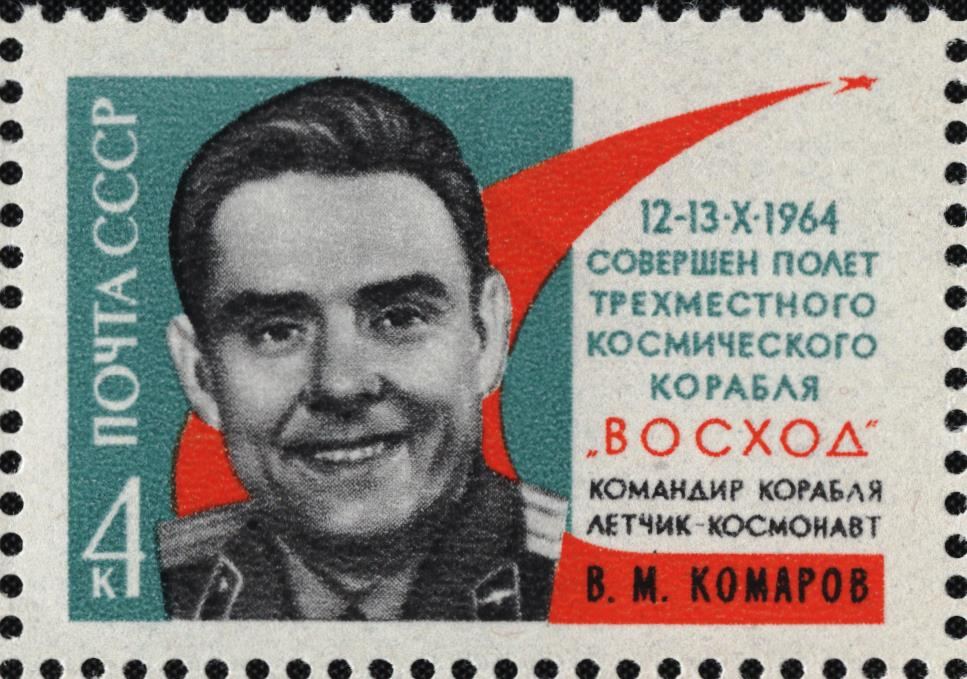
Selo oficial da antiga URSS em homenagem a Vladimir Komarov.
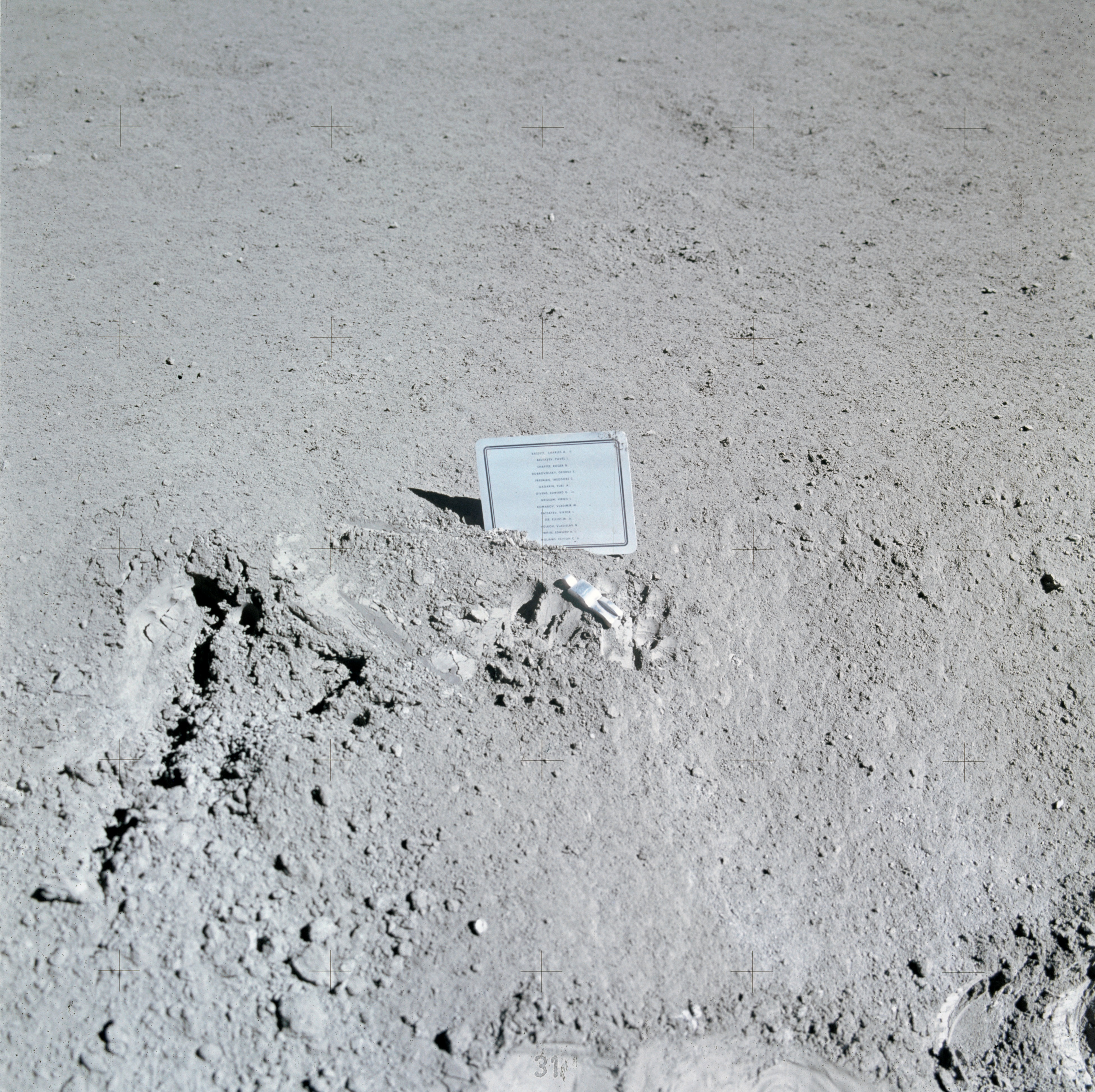
Placa comemorativa em honra de Komarov e outros mortos na exploração espacial, deixada na Lua pelos astronautas da Apollo 15.